# Liste der Biografien/Hano
Liste der Biografien |
Portal Biografien |
Personensuche
# |
A |
B |
C |
D |
E |
F |
G |
H |
I |
J |
K |
L |
M |
N |
O |
P |
Q |
R |
S |
T |
U |
V |
W |
X |
Y |
Z |
?
 
Ha |
Hd |
He |
Hi |
Hj |
Hk |
Hl |
Hm |
Hn |
Ho |
Hr |
Hs |
Ht |
Hu |
Hv |
Hw |
Hy
 
Haa |
Hab |
Hac |
Had |
Hae–Haf |
Hag |
Hah |
Hai |
Haj |
Hak |
Hal |
Ham |
Han |
Hao |
Hap |
Haq |
Har |
Has |
Hat |
Hau |
Hav |
Haw |
Hax |
Hay |
Haz
 
Hana |
Hanb |
Hanc |
Hand |
Hane |
Hanf |
Hang |
Hanh |
Hani |
Hanj |
Hank |
Hanl |
Hanm |
Hann |
Hano |
Hanp |
Hanq |
Hanr |
Hans |
Hant |
Hanu |
Hanv |
Hanw |
Hanx |
Hany |
Hanz
Die Liste der Biografien führt alle Personen auf, die in der deutschsprachigen Wikipedia einen Artikel haben. Dieses ist eine Teilliste mit 23 Einträgen von Personen, deren Namen mit den Buchstaben „Hano“ beginnt.

## Hano
- Hano, Aki (* 1968), japanische Schauspielerin
- Hano, Arnold (1922–2021), US-amerikanischer Autor und Sportjournalist
- Hano, Horst (* 1937), deutscher Fernsehjournalist
- Hano, Johannes (* 1963), deutscher Fernsehjournalist und Korrespondent
- Hano, Kazushi (* 1991), japanischer Olympiasportler im Siebener-Rugby
- Hano, Shōji (* 1955), japanischer Jazzmusiker
- Hano, Ulrike, deutsche Filmeditorin
- Hano, Younan (* 1982), irakischer Geistlicher, syrisch-katholischer Erzbischof von Mosul

### Hanol
- Hänold, Werner (1929–2007), deutscher Diplomat, Botschafter der DDR
- Hanold-Lynch, Heike (* 1962), deutsche SchauspielerinHeike Hanold-Lynch (* 1962)

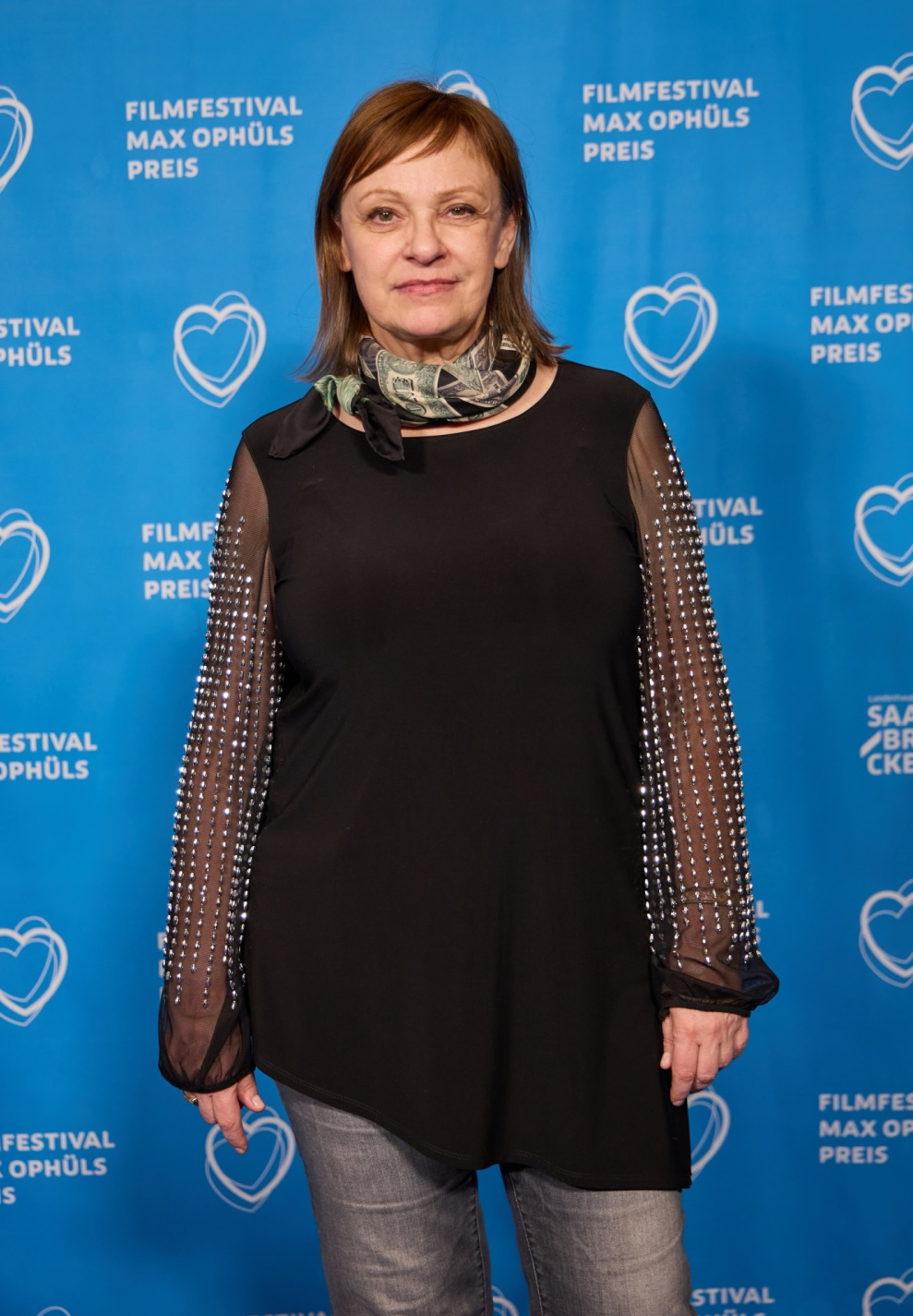
Heike Hanold-Lynch (* 1962)

- Hanolet, Léon (1859–1908), belgischer Offizier und leitender Angestellter des Kongo-Freistaats

### Hanon
- Hanon, Charles-Louis (1819–1900), französischer Pianist und Komponist

### Hanoo
- Hanoomanjee, Maya (* 1952), mauritische Politikerin

### Hanot
- Hanot, Gabriel (1889–1968), französischer Fußballspieler, Journalist, Zeitungsinhaber (L’Équipe)
- Hanot, Victor Charles (1844–1896), französischer Internist
- Hanotaux, Gabriel (1853–1944), französischer Außenminister
- Hanote, Charles-Gustave (1876–1967), französischer Generalleutnant
- Hanoteau, Hector (1823–1890), französischer Maler

### Hanou
- Hanoune, Louisa (* 1954), algerische Juristin und Politikerin

### Hanov
- Hanover, Siegmund (1880–1964), deutsch-amerikanischer Rabbiner

### Hanow
- Hanow, August von (1591–1661), deutscher Offizier, Oberhauptmann in Thüringen
- Hanow, Michael Christoph (1695–1773), deutscher Mathematiker, Meteorologe und Historiker
- Hanowski, Ben (* 1990), US-amerikanischer Eishockeyspieler